# Нюфейн
Нюфейн (на английски: Newfane) е град в САЩ, административен център на окръг Уиндъм, щата Върмонт. Населението на града е 1621 души (по приблизителна оценка за 2017 г.). През града минават две реки – Уест и Рок.